# Hlboča
Hlboča je národní přírodní rezervace v katastrálním území obce Smolenice v okrese Trnava v Trnavském kraji na Slovensku. Vyhlášená byla v roce 1981 a její rozloha je 123,07 hektaru. Předmětem ochrany jsou krasové formy a zachovalá lesní společenstva na různých horninách s bohatou suchomilnou a teplomilnou florou a faunou. Nachází se v Malých Karpatech, konkrétně v podcelku Pezinské Karpaty a části Smolenická vrchovina. Rezervace je součástí chráněné krajinné oblasti Malé Karpaty. Nachází se v ní Hlbočianský pramen pitné vody, občasný Hlbočianský vodopád a přírodní památka Mnichova díra 1.